# Granholmen, Raseborg
För andra betydelser, se Granholmen (olika betydelser).
Granholmen är en ö i Finland.   Den ligger i kommunen Raseborg i landskapet Nyland, i den södra delen av landet, 70 km väster om huvudstaden Helsingfors.